# Wayne Glasgow
Victor Wayne Glasgow, född 17 januari 1926 i Dacome i Oklahoma, död 31 december 2000 i Bartlesville, var en amerikansk basketspelare.
Glasgow blev olympisk mästare i basket vid sommarspelen 1952 i Helsingfors.